# Eugenia schunkei
Eugenia schunkei är en myrtenväxtart som beskrevs av Mcvaugh. Eugenia schunkei ingår i släktet Eugenia och familjen myrtenväxter. IUCN kategoriserar arten globalt som sårbar. Inga underarter finns listade i Catalogue of Life.